# غیرواقع‌گرایی
غیرواقع‌گرایی (به انگلیسی: irrealism) یک موضع فلسفی است که اولین بار توسط نلسون گودمن در «شیوه‌های جهان‌سازی» مطرح شد، که شامل معرفت‌شناسی، متافیزیک و زیبایی‌شناسی می‌شود.

## غیرواقع‌گرایی نلسون گودمن
غیرواقع‌گرایی در ابتدا توسط بحث بین پدیده‌گرایی و فیزیکالیسم در معرفت‌شناسی برانگیخته شد. گودمن به‌جای این‌که یکی را مقدم بر دیگری بداند، هر دو را «نسخه‌های عام» جایگزین توصیف کرد که هر دو در برخی شرایط مفید هستند، اما هیچ‌کدام قادر به درک دیگری نیستند، نکته‌ای که او با مثال‌هایی از روان‌شناسی بر آن تأکید می‌کند. او در ادامه این کثرت‌گرایی معرفتی را به تمام حوزه‌های دانش، از سیستم‌های صوری معادل در ریاضیات (گاهی اوقات مفید است که نقاط را به عنوان عناصر اولیه در نظر بگیریم، گاهی اوقات مفیدتر است که خطوط را به عنوان عناصر اولیه در نظر بگیریم) تا مکاتب هنری (برای برخی از نقاشی‌ها، تفکر بر اساس دقت بازنمایی مفیدترین روش برای بررسی آن‌هاست، برای برخی دیگر اینطور نیست) گسترش می‌دهد. گودمن در راستای ملاحظات خود در باب پدیده‌گرایی و فیزیکالیسم، فراتر از گفتن صرف این‌که این‌ها «نسخه‌های عام» جهان هستند، می‌رود، و جهان‌ها را «ساخته‌شده توسط چنین نسخه‌هایی» توصیف می‌کند.
از نظر متافیزیکی غیرواقع‌گرایی گودمن با پادواقع‌گرایی متمایز است، اگرچه این دو مفهوم اغلب با هم اشتباه گرفته می‌شوند. «ما از نظر جایگزین‌های ممکن متعدد برای یک جهان واقعی واحد صحبت نمی‌کنیم، بلکه از جهان‌های واقعی متعدد صحبت می‌کنیم.» او هیچ ادعایی در مورد «نحوه وجود جهان» و این‌که هیچ نسخه اولیه‌ای از جهان وجود ندارد، یعنی «هیچ نسخه واقعی سازگار با همه نسخه‌های واقعی» ندارد. همانطور که گودمن می‌گوید، «نه تنها حرکت، ... بلکه حتی واقعیت نیز نسبی است.» از این رو گودمن اشکال بسیاری از واقع‌گرایی و ضدواقع‌گرایی را بدون این‌که از تناقضات ناشی از آن نگران شود، می‌پذیرد.

## اشکال دیگر
اصطلاح فلسفی غیرواقع‌گرایی ممکن است در معانی خاص‌تر یا محدودتری مانند «غیرواقع‌گرایی رنگی» نیز به کار رود.